# Manon Léonard
Manon Léonard (* 20. Januar 2001 in Melun) ist eine französische Tennisspielerin.

## Karriere
Léonard begann mit fünf Jahren mit dem Tennisspielen und bevorzugt laut ITF-Profil den Sandplatz. Sie spielt bislang vorrangig Turniere der ITF Women’s World Tennis Tour, wo sie bislang fünf Einzel- und einen Doppeltitel gewann.
Sie spielte ab dem Juniorinnendoppel der French Open 2016 bei den Grand-Slam-Turnieren die Einzel- und Doppelwettbewerbe. Hier erreichte sie bei den French Open 2018 im Juniorinnendoppel mit ihrer Partnerin Mylène Halemai das Viertelfinale, bei den Australian Open 2019 erreichte sie im Juniorinneneinzel das Viertelfinale, wo sie gegen Leylah Annie Fernandez mit 3:6 und 1:6 verlor.
Vom französischen Tennisverband erhielt sie 2019 für die Qualifikation zum Dameneinzel der French Open eine Wildcard. Sie scheiterte dort aber bereits in der ersten Runde mit 2:6 und 6:76 an Nao Hibino.

## Turniersiege

### Einzel
| Nr. | Datum             | Turnier             | Kategorie | Belag             | Finalgegnerin    | Ergebnis      |
| --- | ----------------- | ------------------- | --------- | ----------------- | ---------------- | ------------- |
| 1.  | 3. Juli 2022      | Monastir            | ITF W15   | Hartplatz         | Yasmine Mansouri | 6:2, 6:2      |
| 2.  | 30. Oktober 2022  | Monastir            | ITF W15   | Hartplatz         | Yao Xinxin       | 7:65, 6:3     |
| 3.  | 13. November 2022 | Monastir            | ITF W15   | Hartplatz         | Emily Welker     | 6:4, 6:2      |
| 4.  | 2. Juni 2024      | La Marsa            | ITF W35   | Hartplatz         | Lara Salden      | 6:3, 6:1      |
| 5.  | 2. Februar 2025   | Andrézieux-Bouthéon | ITF W75   | Hartplatz (Halle) | Elsa Jacquemot   | 1:6, 6:3, 6:4 |

### Doppel
| Nr. | Datum            | Turnier  | Kategorie | Belag     | Partnerin      | Finalgegnerinnen                                | Ergebnis         |
| --- | ---------------- | -------- | --------- | --------- | -------------- | ----------------------------------------------- | ---------------- |
| 1.  | 15. Februar 2020 | Monastir | ITF W15   | Hartplatz | Mylène Halemai | Ilona Georgiana Ghioroaie Anastassija Pribylowa | 1:6, 6:3, [10:6] |